# Christopher Wickham
Christopher John Wickham (18 mei 1950) is emeritus hoogleraar middeleeuwse geschiedenis aan de Universiteit van Oxford, waar hij tevens studeerde. Hij is fellow van All Souls College en bekleedde een van de zogenaamde Chichele leerstoelen.

## Carrière
Tussen 1968 en 1975 studeerde Wickham aan het Keble College van de Universiteit van Oxford en behaalde aldaar zijn PhD met zijn thesis Economy and society in 8th century northern Tuscany. Hij werd vervolgens universitair docent aan de Universiteit van Birmingham waar hij dertig jaar lang zou werken. In 1993 verkreeg hij daar de positie van professor. Twaalf jaar later maakte hij de overstap naar zijn alma mater en werd hij aangesteld als Chichele Professor of Medieval History. Aan het einde van het studiejaar 2015/2016 ging hij met emeritaat. Wickham werd vervolgens op parttime basis professor middeleeuwse geschiedenis in Birmingham.

## Gepubliceerde werken

### Boeken
- Early medieval Italy: central power and local society, 400–1000 (1981)
- Framing the early Middle Ages: Europe and the Mediterranean 400–800, (2005)
- The Inheritance Of Rome: A History of Europe from 400 to 1000 (2009)
- Sleepwalking into a New World: The Emergence Italian City Communes in the Twelfth Century (2015)
- Medieval Europe (2016)